# Acanthize à croupion jaune
Espèce
Statut de conservation UICN

 LC  : Préoccupation mineure
L'Acanthize à croupion jaune (Acanthiza chrysorrhoa) est une espèce de passereaux endémique d'Australie. C'est un petit oiseau brun avec un croupion jaune distinctif et un mince bec noir. Il habite les savanes, maquis et des forêts de la plus grande partie de l'Australie et se nourrit d'insectes. L'espèce se livre à une reproduction coopérative.

## Description
C'est la plus grande espèce d'acanthizes, mesurant de 9,5 à 12 cm de longueur et pesant autour de 9 g. Il a une queue courte et un bec long et mince. L'espèce a un croupion jaune distinctif, un front noir avec des taches blanches, la tête et le cou gris, une sourcil et la gorge blancs. Le ventre est blanc avec du chamois clair sous les ailes. Les ailes sont grises et la queue est noire. Le plumage varie quelque peu selon la sous-espèce.
Il a un chant distinctif défini comme « un gazouillis, une musique, douce, aiguë ». L'espèce est également connue comme un imitateur accompli d'autres oiseaux, en particulier les cris d'alarme du Méliphage bruyant.

## Alimentation
Il est insectivore ; ses proies principales sont les fourmis, les coléoptères, les punaises et les psylles. Ils mangent aussi des araignées, des mouches et des graines. Les espèces fourragent généralement en petits groupes de 3 à 12 individus et peuvent se joindre à d'autres espèces de petits passereaux insectivores comme le Séricorne fléché (Pyrrholaemus sagittatus), le Gérygone à bec court (Smicrornis brevirostris) et d'autres espèces d'acanthizes.

## Distribution

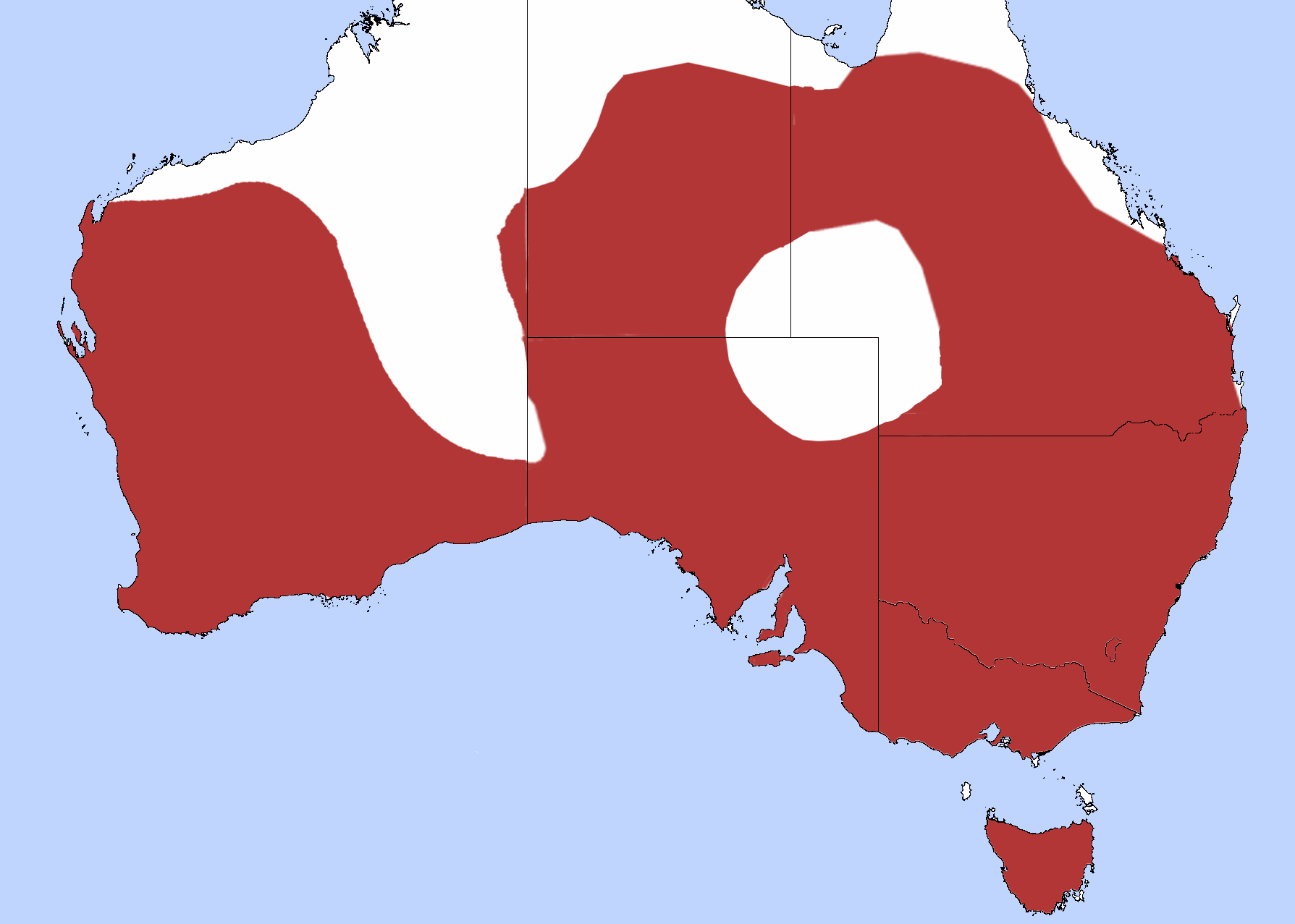
Répartition de l'Acanthize à croupion jaune en Australie.

L'espèce a une large distribution en Australie occidentale, méridionale et orientale ainsi qu'en Tasmanie mais est absente de la côte nord de l'Australie occidentale, des régions centrales de l'Australie, du nord du Queensland et du centre et du nord du Territoire du Nord.

## Habitat
L'espèce vit dans un large éventail d'habitats, comme les bois, les prairies, les savanes et les garrigues.

## Taxonomie
Il a été décrit sous le nom de Saxicola chrysorrhoa par les naturalistes français Jean René Constant Quoy et Joseph Paul Gaimard en 1830, à partir d'un échantillon prélevé à King George Sound. Son nom d'espèce est dérivé du grec ancien chryso- : doré, jaune et orrhos : « croupion » ou « région sacrée ».
D'après Alan P. Peterson, il en existe 4 sous-espèces :
- A. c. chrysorrhoa (Quoy & Gaimard, 1830), en Australie-Occidentale ;
- A. c. leachi Mathews, 1912 en Tasmanie ;
- A. c. leighi Ogilvie-Grant, 1909 dans l'est de l'Australie ;
- A. c. normantoni (Mathews, 1913) au centre et au nord.

Deux autres sous-espèces ne sont aujourd'hui plus reconnues par la plupart des autorités taxinomiques :
- A. c. normantoni ;
- A. c. sandlandi.